# Крістін Сазерленд
Крістін Сазерленд (англ. Kristine Sutherland), при народженні Янг (англ. Kristine Young; нар. 17 квітня 1955, Бойсе, Айдахо) — американська акторка.

## Біографія
На телебаченні, починаючи з серійних епізодичних ролей в 1980-ті роки, крім того, з'явились у фільмі «Люба, я зменшив дітей» (1989). У 1997–2002 вона грала Джойс Саммерс в серіалі «Баффі — переможниця вампірів».
Одружена з актором Джоном Панков.

## Фільмографія
| Рік       |    | Українська назва             | Оригінальна назва        | Роль                                     |
| --------- | -- | ---------------------------- | ------------------------ | ---------------------------------------- |
| 1989      | ф  | Люба, я зменшив дітей        | Honey, I Shrunk the Kids |                                          |
| 1997—2002 | с  | Баффі — винищувачка вампірів | Buffy the Vampire Slayer | Джойс Саммерс / Joyce Summers (58 серій) |
| 2013      | вг |                              | Grand Theft Auto V       | місцеве населення                        |